# Colostygia hetlandica
Colostygia hetlandica är en fjärilsart som beskrevs av Culot 1919. Colostygia hetlandica ingår i släktet Colostygia och familjen mätare. Inga underarter finns listade i Catalogue of Life.